# Marcel Chailley
Marcel Chailley (Asnières-sur-Seine, 3 giugno 1881 – 10 giugno 1936) è stato un violinista e docente francese.

## Biografia
Marcel Chailley studiò nella classe di violino di Henri Berthelier al Conservatorio di Parigi dal 1897 al 1902. Ancora studente, egli ottenne il posto di second soliste nell’Orchestre Colonne, cioè accanto al premier soliste (ossia spalla), il quale non era altro che Jacques Thibaud. Da quel momento i due giovani virtuosi strinsero amicizia per tutta la vita.   
Nel 1908 Chailley cominciò una collaborazione artistica con la pianista Céliny Richez e nello stesso anno si sposarono.  Il loro repertorio di predilezione comprendeva le sonate di Franck, Lekeu, Pierné, Debussy, ed altri compositori contemporanei francesi. Nel 1909 venne fondato il Quatuor Chailley che si arricchiva della collaborazione di Céliny Chailley-Richez quando suonavano quintetti. Nello stesso anno, i Quartetti Chailley e Geloso unirono le forze per la prima esecuzione del Ottetto op. 7 di George Enescu (Parigi, 1909).
Durante la prima guerra mondiale Chailley, arruolato nell’esercito francese, fu presto congedato per problemi respiratori. Con il suo Quartetto eponimo, Chailley fu incaricato dal governo francese di una missione artistica in Brasile, dove fu ricevuto dall’ambasciatore e poeta francese Paul Claudel.
A partire dagli anni Venti, il Quartetto Chailley era considerato uno degli ensemble di musica da camera francese di maggior successo, e teneva concerti in Francia, Inghilterra, Svizzera e Olanda. Alla fine del 1925 Chailley decise di ritirarsi dal Quartetto. Però, avendo contattato il giovane violinista Joseph Calvet, offrì ai suoi colleghi la possibilità di continuare senza di lui. 
Nel 1926, Jacques Thibaud, insegnante alla École normale de musique ma impegnatissimo nell'attività concertistica, delegò come professore di fiducia il suo collega Chailley. Dal qual momento, Chailley si dedicò all’insegnamento. Dal 1927 al 1936, Chailley svolse il ruolo di insegnante-assistente anche nella classe di Jules Boucherit al Conservatoire de Paris. Nel 1936, un banale raffreddore acuì i suoi problemi respiratori e Marcel Chailley morì prematuramente all'età di 55 anni. 

## Allievi di Marcel Chailley
Janine Andrade, Lola Bobescu, Marie-Thérèse Chailley, Robert Ferras (padre di Christian Ferras), Ivry Gitlis,  Denise Soriano